# Pachymenes bipartitus
Pachymenes bipartitus är en stekelart som först beskrevs av Fox 1899.  Pachymenes bipartitus ingår i släktet Pachymenes och familjen Eumenidae. Inga underarter finns listade i Catalogue of Life.